# Jean Danjou
Jean Danjou (15 de abril de 1828 - 30 de abril de 1863) fue un capitán condecorado en la Legión Extranjera francesa. Estuvo al mando de dos tenientes y 62 legionarios que lucharon en la legendaria Batalla de Camarón durante la intervención francesa en México, en donde murió.

## Educación
Jean Danjou nació en Chalabre, estudió en el École Spéciale Militaire de Santo-Cyr, la academia militar francesa más importante, graduándose de la academia a la edad de 20 años.: 15 

## Carrera militar
En 1852, es transferido al 2.º Regimiento Extranjero.: 15   Fue transferido a Argelia, para ayudar en los esfuerzos de colonización francesa, incluyendo las campañas de Kabylie.: 15  Pierde su mano izquierda durante una asignación de mapeo, el 1 de mayo de 1853, cuándo su mosquete explotó. Él mismo diseñó una mano protésica de madera, la cual  utilizó el resto de su vida.: 16  Danjou fue promovido a 1.º teniente el 24 de diciembre de 1853.
Como 1° teniente, Danjou fue parte del ejército francés que luchó en la Guerra de Crimea, y sirvió durante el Sitio de Sebastopol.: 15  Danjou fue promovido a capitán el 9 de junio de 1855.
Su siguiente campaña fue en la  segunda guerra de Independencia italiana, donde en 1859 peleó en la Batalla de Magenta y la Batalla de Solferino.
Después de servir en Marruecos por algún tiempo, Danjou se une a los cuerpos expedicionarios franceses enviados a México en 1862.: 15  Fue el Cuartel Maestre del Coronel Jeanningros, quien estaba a cargo del regimiento de Legión Extranjera Francesa en México. El deber de la Legión era asegurar el movimiento y seguridad de convoyes de suministro franceses.
El 29 de abril, el Coronel Jeanningros fue informado que un importante convoy iba camino a Puebla con tres millones de francos, material y municiones de asedio. Danjou decidió enviar una compañía para escoltar el convoy. La 3.ª compañía del Regimiento Extranjero fue asignada a esta misión, pero había agentes disponibles. Danjou tomó el mando. Dos otros agentes se ofrecieron para esta misión: el 2.º Teniente. Jean Vilain, Agente Financiero del regimiento, y el 2.º Teniente Clément Maudet, Guardia de Bandera del regimiento.

## La Batalla de Camarón
A la 1 a. m. el 30 de abril, la 3.ª compañía iba en marcha con tres oficiales y 62 hombres. A las 7 a. m., después de 24 kilómetros de marcha, la compañía para en Palo Verde para descansar. Poco después, divisan a una fuerza mexicana de 850 soldados (200 de caballería y 650 de infantería). Danjou hizo a la compañía tomar un cuadro de infantería y, a pesar de ir en retirada, logró atacar desde su caballo, causando las primeras pérdidas importantes sobre el enemigo.
Buscando una posición más defendible, Danjou decidió tomar posición en la cercana Hacienda Camarón, un mesón protegido por una pared de 3 metros. Su plan era inmovilizar las fuerzas de enemigo para impedir ataques al convoy cercano. Mientras los legionarios preparaban la defensa, el comandante mexicano, Francisco de Paula Milán, exigió la rendición a Danjou y sus hombres, señalando que el Ejército mexicano era muy superior en número. Danjou se acercó a cada uno de sus hombres con una botella de vino y les hizo hacer un juramento de que no se rendirían.
A mediodía, Danjou recibió un disparo en el pecho y murió. Sus soldados continuaron luchando hasta las 6 p. m. a pesar de las agobiantes circunstancias y del calor extremo. Los 60 hombres, que no habían tenido nada para comer o beber desde el día anterior, resistieron los ataques del ejército mexicano. Los últimos cinco sobrevivientes se habían quedado sin municiones, por lo que continuaron atacando con bayonetas. Cuando lo hicieron, el comandante mexicano ordenó un alto al fuego. Con admiración por su valor, les perdona la vida a los sobrevivientes y los dejó formar una guardia de honor para el cuerpo del Capitán Danjou. Fueron liberados y volvieron a Francia. Esta historia se ha vuelto legendaria en historia militar francesa.
Danjou fue enterrado el 3 de mayo de 1863 en Camarón.
Después de la batalla, un mexicano llamado Ramírez descubrió y tomó la mano de madera de Danjou. Ramírez pronto fue arrestado y la mano fue recuperada por el teniente Karl Grübert, del ejército austriaco, el cual reemplazó la Legión Extranjera durante este conflicto el 17 de julio de 1865. Hoy, la mano de madera de Danjou se conserva en Francia y es exhibida anualmente en un desfile el 30 de abril.

## Mano protésica

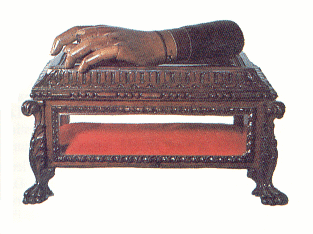
Mano de madera de Jean Danjou

Cuándo la Legión volvió a Francia, la mano de madera de Danjou fue llevada a Aubagne, donde se ubica el Museo de la Memoria de la Legión. La mano es el objeto más valioso de historia de la Legión, se considera un honor llevar la mano prostética durante el desfile anual.
El 30 abril es celebrado como el "Día de Camarón", un día importante para los legionarios. El Capitán Danjou aparece en la novela de 2014 de Ian Colquhoun 'Le Boudin - Los Demonios de Camarón' - Colquhoun, como Danjou, es un amputado.